# Dalida (film)
Dalida è un film del 2016 diretto da Lisa Azuelos.
Film biografico, sceneggiato con la collaborazione di Orlando, sulla vita della cantante e attrice Dalida.

## Trama
La vita della cantante Dalida, dalla nascita a Il Cairo al successo negli anni sessanta, fino alla morte nel 1987 a Parigi, dopo aver venduto più di 140 milioni di dischi in tutto il mondo.

## Produzione
Dalida è interpretata dall'attrice e modella Sveva Alviti, Riccardo Scamarcio interpreta il ruolo del fratello e produttore Orlando, Jean-Paul Rouve è Lucien Morisse, mentre Alessandro Borghi veste i panni del cantante Luigi Tenco.

## Distribuzione
Il film è stato distribuito nelle sale cinematografiche francesi dall'11 gennaio 2017. In Italia è stato trasmesso direttamente in televisione su Rai 1, in prima serata il 15 febbraio 2017.